# توشیو ایری
توشیو ایری (به انگلیسی: Toshio Irie) (زادهٔ ۵ نوامبر ۱۹۱۱) شناگر اهل ژاپن است.